# José Milton Melgar
José Milton Melgar Soruco (* 20. September 1959 in Santa Cruz de la Sierra) ist ein ehemaliger bolivianischer Fußballspieler und -trainer. Der Mittelfeldspieler bestritt 89 Länderspiele und war damit bis Januar 2002 Rekordnationalspieler Boliviens. Auf Vereinsebene gelangen ihm drei Meisterschaften mit drei verschiedenen Klubs.

## Karriere

### Verein
José Milton Melgar begann seine Profikarriere 1979 bei Blooming und reifte dort zum Nationalspieler. 1985 wechselte er zum argentinischen Topklub Boca Juniors und 1988 zum größten Erzrivalen River Plate. Anschließend kehrte er nach Bolivien zurück und spielte für weitere Klubs der Primera División. 1992 und 1994/95 lief er in Chile für Everton und dem CD Cobreloa auf. Seine Karriere beendete Melgar 2007 zurück bei Blooming. 1984, 1990 und 1993 gewann er jeweils die bolivianische Meisterschaft.

### Nationalmannschaft
Melgar debütierte im November 1980 für die Nationalmannschaft beim Freundschaftsspiel gegen Finnland. Sein erstes großes Turnier war die Copa América 1983, bei der Bolivien nach zwei Unentschieden und zwei Niederlagen als Gruppenletzter ausschied. Bei den nächsten Südamerikameisterschaften war er auch immer dabei, jedoch kam Bolivien nie über die Gruppenphase hinaus. Erst bei der Copa América 1995 konnte Melgar mit dem Andenstaat mit einem 1:0-Erfolg gegen die USA den ersten Sieg erringen und als Gruppendritter ins Viertelfinale einziehen. Bei der Copa América 1997 im eigenen Land erzielte Bolivien seit dem Titelgewinn 1963 das beste Ergebnis bei einer Südamerikameisterschaft. Nach drei Siegen in der Vorrunde konnte Melgar mit Bolivien gegen Kolumbien und Mexiko gewinnen. Erst im Finale gegen Brasilien verlor das Team um Melgar. Er selbst kam in zwei Gruppenspielen und dem Halbfinale gegen Mexiko zum Einsatz.
Das wichtigste Ereignis mit dem Nationalteam war für Melgar die Weltmeisterschaft 1994 in den USA, bei der Bolivien mit einem Punkt aus drei Spielen in der Gruppe C mit Deutschland, Spanien und Südkorea als Gruppenletzter ausschied. Melgar stand in allen drei Spielen über die volle Spielzeit auf dem Platz. Insgesamt bestritt er 89 Länderspiele und erzielte dabei sechs Tore. Mit seinem letzten Länderspiel im Juni 1997 wurde er zum Rekordnationalspieler, der zuvor Carlos Fernando Borja mit 88 Einsätze gewesen war. Im Januar 2002 wurde Melgar von Marco Sandy abgelöst.

## Trainer
Seinen ersten Cheftrainerposten bekleidete Melgar 2000 bei Oriente Petrolero. Nach Blooming trainierte er die U20-Nationalmannschaft und kehrte nochmal zu Oriente Petrolero zurück.

## Erfolge
Club Blooming
- Bolivianischer Meister: 1984

Oriente Petrolero
- Bolivianischer Meister: 1990

Club The Strongest
- Bolivianischer Meister: 1993